# 谢培栋
谢培栋（1932年11月—），男，广东梅县人，中华人民共和国政治人物，曾任中共武汉市委副书记，湖北省人大常委会副主任。